# Unione Sportiva Lucchese Libertas 1961-1962
Questa pagina raccoglie le informazioni riguardanti l'Unione Sportiva Lucchese Libertas nelle competizioni ufficiali della stagione 1961-1962.

## Stagione
Nella stagione 1961-1962 la Lucchese disputò il nono campionato di Serie B della sua storia.

## Divise
| 1ª divisa |

## Organigramma societario
Area direttiva
- Presidente: Mario Frezza

Area tecnica
- Allenatore: Leo Zavatti

## Rosa
| N. |                   | Ruolo | Calciatore           |
| -- | ----------------- | ----- | -------------------- |
|    | Italia (bandiera) | P     | Piero Persico        |
|    | Italia (bandiera) | P     | Silvano Piancastelli |
|    | Italia (bandiera) | D     | Pietro Cappellino    |
|    | Italia (bandiera) | D     | Mario Conti          |
|    | Italia (bandiera) | D     | Giuseppe Fiaschi     |
|    | Italia (bandiera) | C     | Gianfranco Clerici   |
|    | Italia (bandiera) | C     | Aldo Pedretti        |
|    | Italia (bandiera) | C     | Dante Serra          |
|    | Italia (bandiera) | C     | Alfonso Sicurani     |
|    | Italia (bandiera) | C     | Antonio Bettoni      |

| N. |                   | Ruolo | Calciatore         |
| -- | ----------------- | ----- | ------------------ |
|    | Italia (bandiera) | A     | Alfredo Arrigoni   |
|    | Italia (bandiera) | A     | Santo Barbato      |
|    | Italia (bandiera) | A     | Adriano Bassetto   |
|    | Italia (bandiera) | A     | Mario Bassi        |
|    | Italia (bandiera) | A     | Stefano Francescon |
|    | Italia (bandiera) | A     | Franco Ghiadoni    |
|    | Italia (bandiera) | A     | Emilio Gratton     |
|    | Italia (bandiera) | A     | Ettore Mannucci    |
|    | Italia (bandiera) | A     | Angelo Orsi        |

## Risultati

### Serie B

#### Girone d'andata
| Arbitro: | Rebuffo (Milano) |

|                                   |           |  |
| Ghiadoni 21’ Schiavoni 44’ (aut.) | Marcatori |  |

| Arbitro: | Varazzani (Parma) |

|           |           |                |
| Pinti 20’ | Marcatori | 54’ Francescon |

| Arbitro: | Cotugno (Civitavecchia) |

|                                                   |           |             |
| Piancastelli 10’ (aut.) Facchin 43’ Dal Molin 55’ | Marcatori | 49’ Gratton |

| Arbitro: | Babini (Ravenna) |

|  |           |               |
|  | Marcatori | 83’ Fraschini |

| Arbitro: | Rancher (Roma) |

|                                                   |           |                             |
| Ciccolo I 13’ (rig.) Calloni 56’, 75’ Bernini 80’ | Marcatori | 79’ Arrigoni 88’ Francescon |

| Arbitro: | De Robbio (Torre Annunziata) |

|                               |           |  |
| Gratton 54’, 86’ Arrigoni 68’ | Marcatori |  |

| Arbitro: | Samani (Trieste) |

|                              |           |  |
| Catalano 7’, 22’ Virgili 28’ | Marcatori |  |

| Arbitro: | Righetti (Torino) |

|             |           |                                   |
| Gratton 62’ | Marcatori | 69’ (aut.) Francescon 84’ Recagno |

| Arbitro: | Leita (Udine) |

|                                        |           |                          |
| Gratton 5’ Francescon 38’ Mannucci 48’ | Marcatori | 68’ Pagani 78’ Rondanini |

| Arbitro: | Varazzani (Parma) |

|                       |           |  |
| Taccola 43’ Bravi 75’ | Marcatori |  |

| Arbitro: | De Robbio (Torre Annunziata) |

|                                  |           |  |
| Fumagalli 26’, 47’ Montenovo 42’ | Marcatori |  |

| Arbitro: | Carminati (Milano) |

|                                         |           |             |
| Bassetto 8’ Arrigoni 56’ Francescon 75’ | Marcatori | 68’ Rancati |

| Arbitro: | Ferrari (Milano) |

|                          |           |                    |
| Sicurani 23’ Barbato 25’ | Marcatori | 81’ (rig.) Rambone |

| Arbitro: | Caporali (Cremona) |

|                           |           |  |
| Sicurani 6’, 39’ Orsi 86’ | Marcatori |  |

| Arbitro: | Annoscia (Bari) |

|                     |           |         |
| Pirovano 28’ (rig.) | Marcatori | 8’ Orsi |

| Lucca 31 dicembre 1961                                  | Lucchese  | 1 – 1     | Sambenedettese | Stadio Porta Elisa |
| \| \| \| \| \| Barbato 88’ \| Marcatori \| 40’ Macor \| |           |           |                |                    |
|                                                         |           |           |                |                    |
| Barbato 88’                                             | Marcatori | 40’ Macor |                |                    |

| Arbitro: | Cataldo (Roma) |

|                   |           |  |
| Mannucci 54’, 90’ | Marcatori |  |

| Arbitro: | Gandiolo (Alessandria) |

|                                              |           |  |
| Marmiroli 46’ Agnoletto 63’ Tinazzi 73’, 88’ | Marcatori |  |

| Arbitro: | Bernardis (Trieste) |

|                                       |           |                  |
| Bean 35’ Bolzoni 55’ Firmani 76’, 81’ | Marcatori | 22’, 49’ Gratton |

#### Girone di ritorno
| Arbitro: | Monti (Ancona) |

|                                |           |  |
| Migliavacca 10’ Cappellaro 45’ | Marcatori |  |

| Arbitro: | Francescon (Padova) |

|              |           |  |
| Mannucci 32’ | Marcatori |  |

| Arbitro: | Varazzani (Parma) |

|                |           |  |
| Francescon 18’ | Marcatori |  |

| Arbitro: | Babini (Ravenna) |

|               |           |  |
| Fraschini 70’ | Marcatori |  |

| Arbitro: | Annoscia (Bari) |

|                          |           |                      |
| Arrigoni 79’ Gratton 84’ | Marcatori | 90’ (rig.) Ciccolo I |

| Arbitro: | Leita (Udine) |

|             |           |              |
| Corradi 22’ | Marcatori | 87’ Mannucci |

| Arbitro: | Cirone (Palermo) |

|             |           |                               |
| Gratton 59’ | Marcatori | 38’ Bonacchi 52’ Giammarinaro |

| Arbitro: | Palazzo (Palermo) |

|                  |           |  |
| De Paoli 9’, 39’ | Marcatori |  |

| Arbitro: | Rancher (Roma) |

|  |           |                |
|  | Marcatori | 69’ Francescon |

| Arbitro: | Leita (Udine) |

|                          |           |  |
| Mannucci 71’ Gratton 84’ | Marcatori |  |

| Arbitro: | Sbardella (Roma) |

|                               |           |  |
| Clerici 26’ Mannucci 47’, 71’ | Marcatori |  |

| Reggio nell'Emilia 15 aprile 1962 | Reggiana         | 0 – 0 | Lucchese | Stadio Mirabello\| Arbitro: \| Rimoldi (Milano) \| |
| Arbitro:                          | Rimoldi (Milano) |       |          |                                                    |

| Arbitro: | Samani (Trieste) |

|                               |           |             |
| Rambone 33’ (rig.) Florio 41’ | Marcatori | 74’ Clerici |

| Arbitro: | Rancher (Roma) |

|                               |           |             |
| Compagno 36’ Dalla Pietra 59’ | Marcatori | 69’ Clerici |

| Arbitro: | Bonetto (Torino) |

|              |           |                 |
| Mannucci 82’ | Marcatori | 42’ Postiglione |

| Arbitro: | Annoscia (Bari) |

|                 |           |                          |
| Nicchi 52’, 73’ | Marcatori | 36’ Bettoni 76’ Bassetto |

| Arbitro: | Genel (Trieste) |

|                          |           |             |
| Flaborea 57’ Sartore 60’ | Marcatori | 42’ Gratton |

| Arbitro: | Grignani (Milano) |

|             |           |                    |
| Bassetto 8’ | Marcatori | 37’ (rig.) Giorgis |

| Arbitro: | D'Agostini (Roma) |

|  |           |                      |
|  | Marcatori | 27’ Baveni 65’ Galli |

### Coppa Italia

#### Primo turno eliminatorio
| Arbitro: | Angelini (Firenze) |

|              |           |  |
| Ruggiero 83’ | Marcatori |  |

## Statistiche

### Statistiche di squadra
| Competizione | Punti | In casa | In casa | In casa | In casa | In casa | In casa | In trasferta | In trasferta | In trasferta | In trasferta | In trasferta | In trasferta | Totale | Totale | Totale | Totale | Totale | Totale | DR |
| Competizione | Punti | G       | V       | N       | P       | Gf      | Gs      | G            | V            | N            | P            | Gf           | Gs           | G      | V      | N      | P      | Gf     | Gs     | DR |
| ------------ | ----- | ------- | ------- | ------- | ------- | ------- | ------- | ------------ | ------------ | ------------ | ------------ | ------------ | ------------ | ------ | ------ | ------ | ------ | ------ | ------ | -- |
| Serie B      | 34    | 19      | 12      | 3       | 4       | 32      | 15      | 19           | 1            | 5            | 13           | 14           | 39           | 38     | 13     | 8      | 17     | 46     | 54     | -8 |
| Coppa Italia |       | -       | -       | -       | -       | -       | -       | 1            | 0            | 0            | 1            | 0            | 1            | 1      | 0      | 0      | 1      | 0      | 1      | -1 |
| Totale       | -     | 19      | 12      | 3       | 4       | 32      | 15      | 20           | 1            | 5            | 14           | 14           | 40           | 39     | 13     | 8      | 18     | 46     | 55     | -9 |

### Statistiche dei giocatori[4]
| Giocatore       | Serie B  | Serie B | Coppa Italia | Coppa Italia | Totale   | Totale |
| Giocatore       | Presenze | Reti    | Presenze     | Reti         | Presenze | Reti   |
| --------------- | -------- | ------- | ------------ | ------------ | -------- | ------ |
| A. Arrigoni     | 36       | 4       | 1            | 0            | 37       | 4      |
| S. Barbato      | 11       | 2       | -            | -            | 11       | 2      |
| A. Bassetto     | 17       | 3       | -            | -            | 17       | 3      |
| M. Bassi        | 2        | 0       | -            | -            | 2        | 0      |
| A. Bettoni      | 17       | 1       | -            | -            | 17       | 1      |
| P. Cappellino   | 36       | 0       | 1            | 0            | 37       | 0      |
| G. Clerici      | 19       | 3       | 1            | 0            | 20       | 3      |
| M. Conti        | 20       | 0       | -            | -            | 20       | 0      |
| G. Fiaschi      | 32       | 0       | 1            | 0            | 33       | 0      |
| S. Francescon   | 33       | 6       | 1            | 0            | 34       | 6      |
| F. Ghiadoni     | 17       | 1       | 1            | 0            | 18       | 1      |
| E. Gratton      | 33       | 11      | 1            | 0            | 34       | 11     |
| E. Mannucci     | 34       | 9       | 1            | 0            | 35       | 9      |
| A. Orsi         | 9        | 2       | 1            | 0            | 10       | 2      |
| A. Pedretti     | 10       | 0       | 1            | 0            | 11       | 0      |
| P. Persico      | 27       | -34     | -            | -            | 27       | -34    |
| S. Piancastelli | 11       | -20     | 1            | -1           | 12       | -21    |
| D. Serra        | 17       | 0       | -            | -            | 17       | 0      |
| A. Sicurani     | 37       | 3       | 1            | 0            | 38       | 3      |